# Rudolf II. Saský
Rudolf II. Saský (1307? – 6. prosince 1370 Wittenberg) byl říšský kurfiřt, vévoda saský a straník Karla IV.

## Život
Narodil se jako nejstarší syn Rudolfa Saského a jeho první ženy Judity, dcery Oty Braniborského. Roku 1346 se společně s Janem Lucemburským zúčastnil na straně francouzského krále bitvy u Kresčaku a o dva roky později se společně s otcem a dalšími pány stal členem komise, jež měla za úkol zjistit totožnost starého muže, jenž o sobě prohlašoval, že je braniborský markrabě Valdemar. Zúčastnění pánové starce prohlásili za skutečného Valdemara a tím se jím podařilo otřást mocí Ludvíka Braniborského.
Roku 1356 Rudolf zdědil otcův titul a roku 1363 se obzvláště nadchl pro křížovou výpravu. Idea kruciáty po smrti francouzského krále zcela zapadla. Na konci života Rudolf oslepl. Zesnul v prosinci 1370 a byl uložen k poslednímu odpočinku ve františkánském klášteře ve Wittenbergu. Ten byl časem zrušen a během vykopávek v roce 1883 byly nalezené ostatky příslušníků askánské dynastie přesunuty do místního zámeckého kostela, kde je v současnosti ve zdi vsazen Rudolfův náhrobek. Roku 2009 se během vykopávek na místě bývalého kláštera podařilo archeologům nalézt kosterní pozůstatky tří dospělých osob, jednoho muže a dvou žen. Podle velké vévodské pečeti, meče a záznamu v tzv. knize mrtvých se podařilo identifikovat mužské ostatky jako Rudolfa.